# کروش (باشقیرستان)
کروش (انگلیسی: Krush, Republic of Bashkortostan) یک شهرک در شهرستان کاراایدلسکی استان باشقیرستان کشور روسیه است.